# Groene-kruisgebouw (Wessem)

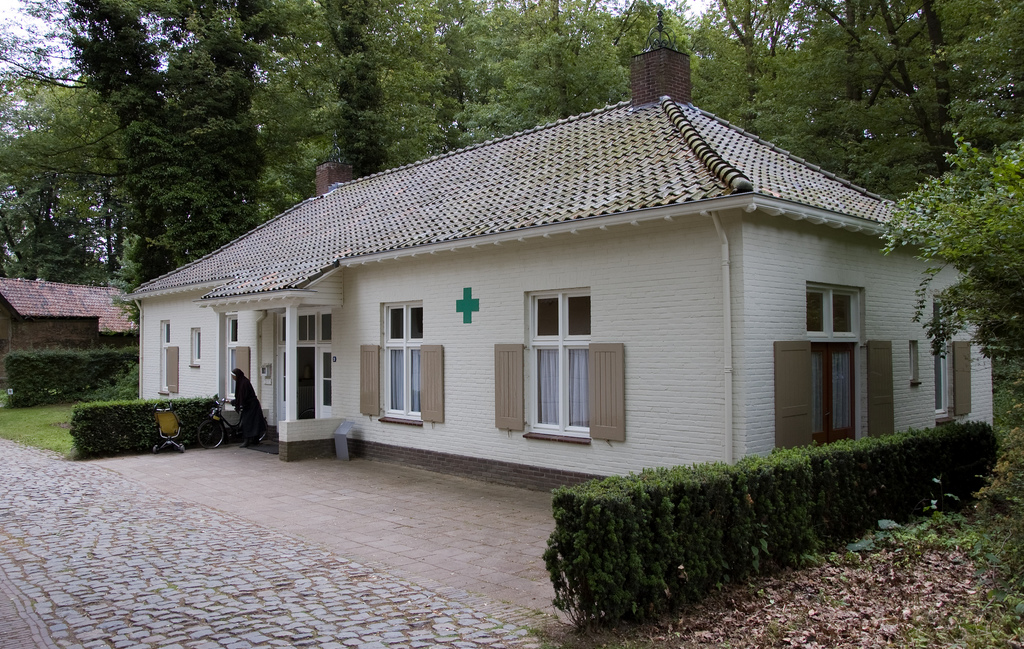
Groene Kruisgebouw

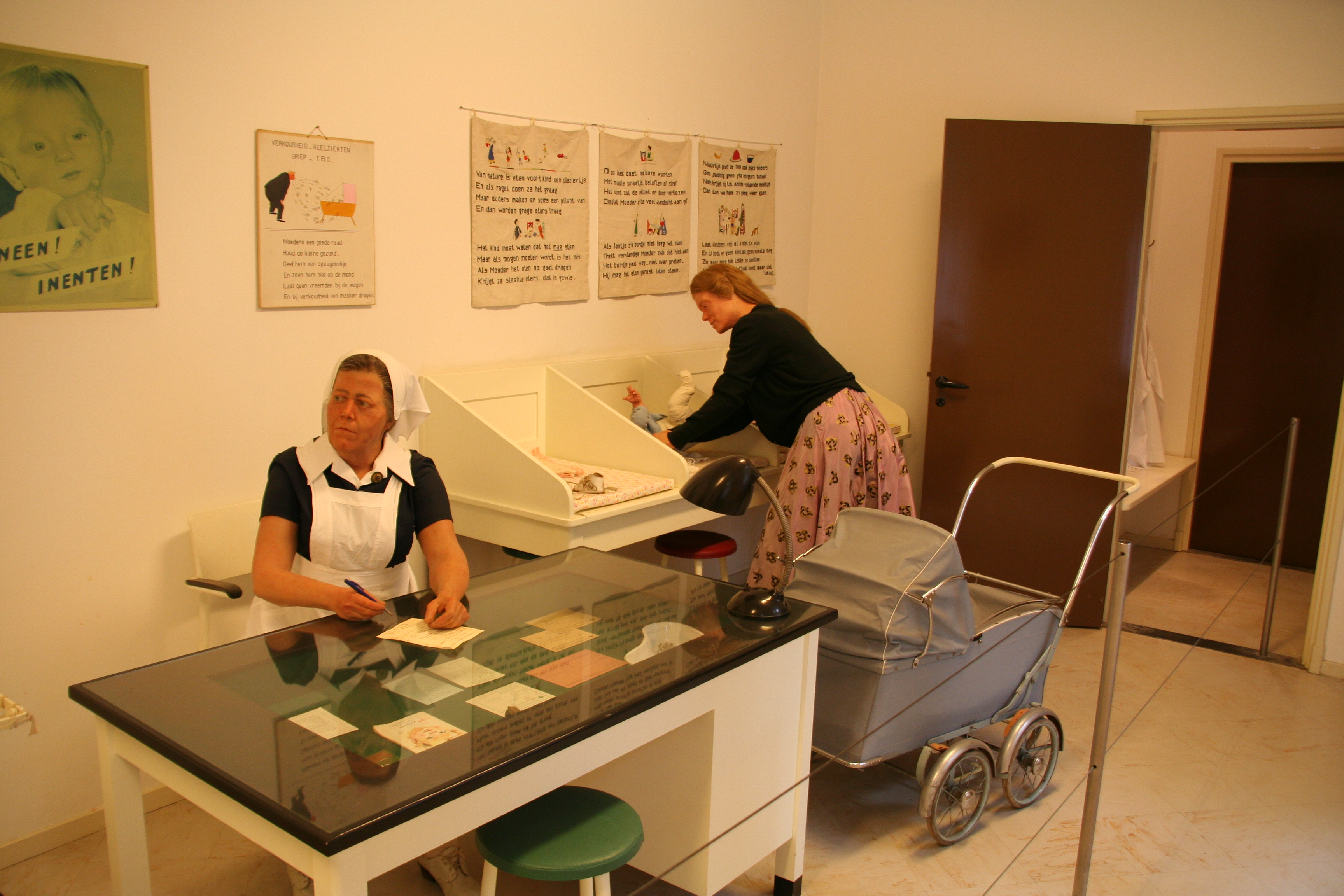
Een van de vertrekken in het Groene-kruisgebouw

 Het Groene-kruisgebouw uit Wessem is een voormalig wijkverplegingsgebouw van het Groene Kruis dat zich tegenwoordig in het Nederlands Openluchtmuseum in Arnhem bevindt.

## Geschiedenis
Het gebouw werd in 1954 gebouwd aan de Kloosterlaan 29 in het Limburgse Wessem. Het gebouw werd ontworpen Th. Krekelberg uit Maasbracht. De eerste huisarts die in het wijkgebouw spreekuur hield was Frans van den Oever. Hij heeft tot ca. 1960 een consultatiebureau gevoerd in het Groene Kruisgebouw. Zijn opvolgers, zoon en schoondochter Peter en Pia van de Oever namen zijn taak over, samen met twee andere collega's. Deze vier artsen gebruikte het wijkgebouw uitsluitend om inentingen te verzorgen aan kleine kinderen en andere taken in het licht van het consultatiebureau. Daarnaast hadden de artsen een eigen huisartsenpraktijk.
Verder had het wijkgebouw een aantal douchecabines, die vaak gebruikt werden door schippers op de Maas, die in Wessem aanmeerden.
Zuster Maria Lietberta (1907-1998) van het naburige klooster van de Zusters van Onze Lieve Vrouw, verzorgde als laatste religieuze wijkzuster de wijkzorg in Wessem.
Vanaf half jaren '90 stond het gebouw leeg. Er werd geprobeerd om het om te bouwen tot woning, maar dit ging uiteindelijk niet door. In 1998 werd het gebouw gesloopt en op het terrein van het Nederlands Openluchtmuseum herbouwd. Het bouwwerk is aldaar ingericht in de jaren 50 stijl en er zijn o.a. een consultatieruimte van de huisarts, een uitleenmagazijn en een aantal douchecabines te zien. Bij de voordeur staat de wijkzuster met solex klaar om op huisbezoek te gaan.
Op de oorspronkelijke plek in Wessem, is tegenwoordig een klein parkje met een bankje te vinden.